# 南亮三郎
南 亮三郎（みなみ りょうざぶろう、明治29年（1896年）10月28日 – 昭和60年（1985年）5月24日）は、日本の人口学者。小樽高等商業学校（現小樽商科大学）教授、北海道立労働科学研究所（現北海道立総合研究機構）初代所長、中央大学教授、日本人口学会会長等を歴任した。藍綬褒章受章。

## 経歴・人物
京都府生まれ。1920年小樽高等商業学校（現小樽商科大学）卒業。大西猪之介に師事。東京植民貿易語学校（現保善高等学校）教諭を経て、1923年東京商科大学（現一橋大学）卒業。左右田喜一郎に師事。同年小樽高等商業学校講師。
小樽高等商業学校教授を経て、1928年から1930年までドイツ留学。1931年叙正六位。1934年叙従五位。1942年小樽高等商業学校図書館主幹。1943年東京商科大学経済学博士。
教職不適格となり1947年から休職し、1948年に免官されたが、公職不適格とはならなかったため、1949年から北海道知事室嘱託、北海道立労働科学研究所（現北海道立総合研究機構）初代所長を務めた。1950年札幌地方国有鉄道調停委員会委員長、北海船員地方労働委員会委員。
1952年中央大学教授兼務、札幌地方公共企業体等調停委員会委員。1953年中央大学教授。1954年東京地方公共企業体等調停委員会委員。1958年人口学研究会創設。1965年藍綬褒章受章。1966年駒澤大学教授。
黒田俊夫の後を受け1972年から1974年まで日本人口学会会長。1985年死去、叙正五位。1986年に遺族により蔵書が寄贈され、小樽商科大学附属図書館南文庫として整備された。日本の人口学の権威として知られた。

## 親族
南亮進一橋大学名誉教授は子。

## 著書
- 『流通経済の原理 : 最新学説』同文館 1926年
- 『人口法則と生存権論』同文館 1928年
- 『社会哲学と思想問題』宝文館 1928年
- 『経済学の基礎的諸問題』東京宝文館 1928年
- 『経済原論講義』文栄堂印刷所 1935年
- 『人口理論と人口問題』千倉書房 1935年
- 『人口論発展史 : 日本に於ける最近十年間の総業績』三省堂 1936年
- 『人口理論と国際貿易』大同書院 1938年
- 『人口理論と人口政策』千倉書房 1940年
- 『人口原理の研究 : 人口学建設への一構想』千倉書房 1943年
- 『人口原理の確立者 : トーマス・ロバート・マルサス』三省堂 1944年
- 『第三者 : 労働争議の渦中に立ちて』中央労働学園 1950年
- 『人口論』三和書房 1954年
- 『明暗の日本人口』同文館 1955年
- 『生と死と愛 : 文学にみた人口問題』三芽書房 1957年
- 『人口論史 : 人口学への道』勁草書房 1960年
- 『人口学体系 第1 : 人口学総論』千倉書房 1960年
- 『経済政策原理』千倉書房 1961年
- 『人口学体系 第2 : 人口思想史』千倉書房 1963年
- 『人口学体系 第3 : 人口理論 : 人口学の展開』千倉書房 1966年
- 『人口学体系 第4 : マルサス評伝』千倉書房 1964年
- 『人口学体系 第5 : 人口政策』千倉書房 1969年
- 『人口学体系 第6 : 日本人口と経済』千倉書房 1972年
- 『人口学体系 第7 : 世界人口と発展途上国』千倉書房 1973年
- 『現代経済政策』（小苅米清弘, 森岡仁と共著）千倉書房 1975年
- 『人口論五十年の後』千倉書房 1980年
- 『人口論六十年』千倉書房 1984年

## 編書
- 『大西猪之介経済学全集』（高島佐一郎と共編）宝文館 1927-1928年
- 『セイロンの人口構造と経済構造』アジア経済研究所 1962年
- 『世界の人口問題』（館稔と共編）勁草書房 1963年
- 『マラヤ・シンガポールの人口構造』アジア経済研究所 1963年
- 『人口都市化の理論と分析』（館稔と共編）勁草書房 1965年
- 『インドの人口増加と経済発展 第1』アジア経済研究所 1965年
- 『インドの人口増加と経済発展 第2』アジア経済研究所 1966年
- 『マルサスと現代』（館稔と共編）勁草書房 1966年
- 『インドネシアの人口と経済』アジア経済研究所 1967年
- 『パキスタン人口の経済分析』アジア経済研究所 1967年
- 『労働力人口の経済分析』（館稔と共編）勁草書房 1968年
- 『フィリピンの人口と経済』アジア経済研究所 1969年
- 『中国の人口増加と経済発展』アジア経済研究所 1970年
- 『台湾の人口と経済』アジア経済研究所 1971年
- 『韓国人口の経済分析』アジア経済研究所 1972年
- 『タイ・ビルマの人口と経済』アジア経済研究所 1972年
- 『アジアの人口と経済』アジア経済研究所 1974年
- 『現代人口論』千倉書房 1975年
- 『日本の人口変動と経済発展』（上田正夫と共編）千倉書房 1975年
- 『世界の人口政策と国際社会』（上田正夫と共編）千倉書房 1976年
- 『人口学の方法』（上田正夫と共編）千倉書房 1978年
- 『転換途上の日本人口移動』千倉書房 1978年
- 『日本の人口高齢化』（上田正夫と共編）千倉書房 1979年
- 『人口思想の形成と発展』（岡田実と共編）千倉書房 1980年
- 『日本の人口・資源問題』（畑井義隆と共編）千倉書房 1981年
- 『20世紀の世界人口』（岡崎陽一と共編）千倉書房 1983年
- 『人口問題の基本考察』（浜英彦と共編）千倉書房 1983年
- 『世界平和と人口政策』（石南国と共編）千倉書房 1985年
- 『先進工業国の雇用と失業』（水野朝夫と共編）千倉書房 1985年